# جابريل كاسيوس
جابريل كاسيوس (بالإنجليزية: Gabriel Casseus)‏ (و. 1972  م) هو كاتب سيناريو، وممثل تلفزي، وممثل أفلام أمريكي، ولد في نيويورك.

## وصلات خارجية
- جابريل كاسيوس على موقع IMDb (الإنجليزية)
- جابريل كاسيوس على موقع ميوزك برينز (الإنجليزية)
- جابريل كاسيوس على موقع أول موفي (الإنجليزية)
- جابريل كاسيوس على موقع قاعدة بيانات الأفلام السويدية (السويدية)
- جابريل كاسيوس على موقع قاعدة بيانات الفيلم (الإنجليزية)